# بسمة نبيل
بسمة نبيل ممثلة مصرية، ولدت عام 1988م.

## حياتها
- تخرجت بسمة في كلية التجارة جامعة طنطا، ثم درست في مدرسة الجيزويت لتعليم التمثيل والسينما، ثم اشتركت في ورش خاصة بالتمثيل.
- اتجهت بعد ذلك إلى مجال الإعلانات وإنتاج المحتوى والبرامج الدعائية، ثم دخلت مجال التوك شو الكوميدي على موقع "يوتيوب"، وأنتجت أكثر من برنامج حواري بالشارع على الهواء"أونلاين".
- قدمت العديد من الأعمال التليفزيونية منها، مسلسل "الحساب يجمع" مع الفنانة يسرا، ومسلسل الاختيار 2، وهجمة مرتدة عام 2021، وكذلك مسلسل القمر آخر الدنيا، ولمس أكتاف مع ياسر جلال.

## أعمالها

### من أعمال التلفزيون
| سنة الإنتاج | اسم المسلسل                | الشخصية        |
| ----------- | -------------------------- | -------------- |
| 2017        | الحساب يجمع (مسلسل)        |                |
| 2017        | سابع جار (مسلسل مصري)      | دكتورة شيري    |
| 2017        | الحالة ج (مسلسل)           |                |
| 2019        | لمس أكتاف (مسلسل)          | سلمي           |
| 2020        | ونسني (مسلسل)              |                |
| 2020        | القمر آخر الدنيا (مسلسل)   | مها            |
| 2021        | هجمة مرتدة (مسلسل)         | جيرمين         |
| 2021        | الاختيار 2 (مسلسل)         | سلمي           |
| 2022        | الآنسة فرح (مسلسل)         | أمنية بنت ماهر |
| 2022        | تحقيق (مسلسل)              | مني            |
| 2023        | حكايات جروب الدفعة (مسلسل) | ميرنا          |

### من أعمال السينما
| سنة الإنتاج | الفيلم           | الشخصية |
| ----------- | ---------------- | ------- |
| 2021        | باب معزول (فيلم) | سارة    |